# Toyota Boshoku Somain
Toyota Boshoku Somain est une usine de l'équipementier japonais Toyota Boshoku, située à Somain, dans le Nord, en France. L'usine est créée à la toute fin des années 1970 et mise en service en 1979 sous le nom de Sotexo, avant d'être rachetée par Faurecia, puis en 2008 par Toyota Boshoku.

## Historique
Une usine dénommée la Sotexo est construite à la toute fin des années 1970 au sud de Somain, sur la zone industrielle La Renaissance, nommée en référence à une mine de charbon, située juste à côté du périmètre de ladite usine. L'usine a été construite à la place de bassins à schlamms et d'un cimetière,.
La production commence en 1979,. Sotexo est l'acronyme de « Société de Textile de l'Ostrevant ». Elle est ouverte par le producteur de sièges automobiles Bertrand Faure, et produit des sièges pour l'usine Renault sise à Cuincy et Lambres-lez-Douai.
Yehiel Rabinowitz réalise une peinture murale dans un des ateliers de fabrication de la Sotexo en 1990, cette fresque, située sur le mur occidental de l'atelier de soudure et d'assemblage, disparait à la fin des années 2010.
À la fin des années 1990, l'atelier de collage-garnissage est déplacé vers une usine basée à Brebières, près de l'usine Renault.
L'usine est ensuite reprise par Faurecia après la fusion. Elle commence à travailler pour l'usine Toyota d'Onnaing en 2001, elle est alors nommée Sieto, qui est l'acronyme de « sièges pour Toyota ». L'atelier couture ferme dans les années 2000 et est délocalisé en Turquie, au Portugal et en Pologne ; 80 % des coiffes des sièges étaient déjà fabriquées dans ces pays.
En 2006, l'usine a une perte nette de 3,25 %. Le chiffre d'affaires est de 144 millions d'euros en 2007.
Toyota Boshoku Somain est créé le 1er octobre 2008, Toyota Boshoku rachète le site, rachat effectif en juillet 2009. Toyota Boshoku Somain, abrégé en « TBSO », est une filiale de Toyota Boshoku Europe. 241 personnes y travaillent en 2009.
Après un investissement de quarante-six millions d'euros, le site entre en production en 2010. L'inauguration proprement dite a lieu le 9 février 2010, en présence de Shuhei Toyoda (ja). Un premier volet d'investissements de douze millions d'euros permet d'effectuer sur place la soudure d'éléments métalliques et la fabrication de la mousse rembourrant les sièges, ce qui n'était pas le cas sous Faurecia. Le transfert de l'activité d'un industriel à un autre a lieu en 2010, le 1er janvier.
Des kits de sièges (sièges avants, passagers et conducteurs, et sièges arrières) y sont alors fabriqués pour la Toyota Yaris II, assemblée dans l'usine Toyota d'Onnaing, ainsi que des filtres à air et des filtres d'habitacle. Des pavillons de toit sont également fabriqués sur le site.
La fabrication des sièges pour la Toyota Yaris III débute à l'été 2011. Pour l'année 2011, ce sont 68 500 kits de sièges qui ont été fabriqués pour ce modèle. La cérémonie d'inauguration pour ces nouveaux sièges de la Yaris III a lieu le 17 janvier 2012. Le directeur du site, qui compte alors 267 salariés, est Jean-Luc Hennebicq.
Depuis 2020, l'usine fabrique des kits de sièges pour la Toyota Yaris IV et la Toyota Yaris Cross,. Vincent Facon devient directeur de l'usine en janvier 2021, il en est également le vice-président depuis janvier 2023. 156 464 kits de sièges sont fabriqués pour l'année 2021. Un kit complet de sièges est assemblé toutes les cinquante-cinq secondes, il existe jusqu'à 205 composants. La fabrication d'un kit de sièges de A à Z s'étale sur trois heures. Trois équipes permettent de produire jusqu'à 1 365 kits de sièges par jour, même si la moyenne tourne autour de 1 230 kits de sièges.
En 2022, environ 1 555 pavillons de toit sont fabriqués chaque jour ; 530 personnes travaillent dans l'usine.

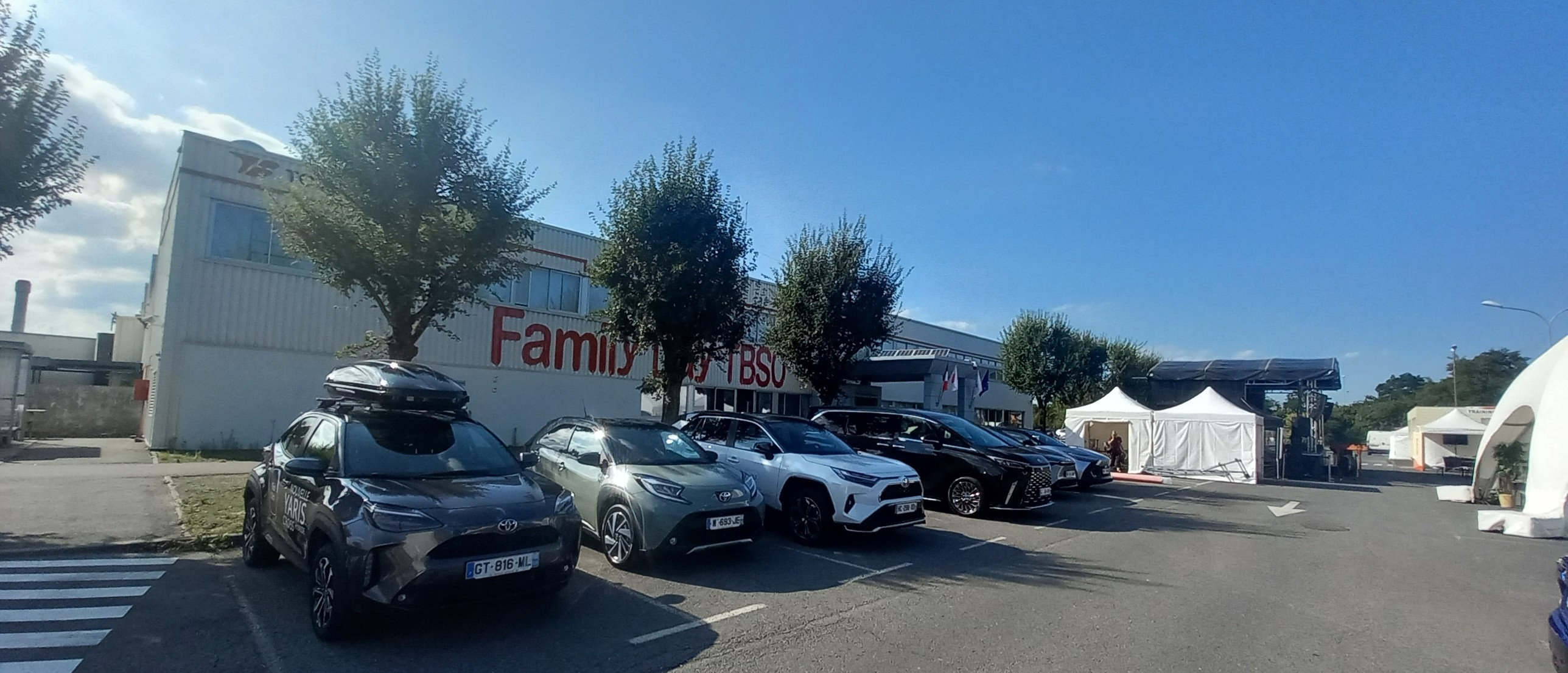
Exposition de voitures fabriquées par Toyota pour le family day 2025.

Au cours des années 2020, l'entreprise s'engage dans la dématérialisation et la transition écologique. Dans une volonté de procéder à la dégazéification, des pompes à chaleur sont installées pour remplacer le chauffage au gaz. Il est prévu de photovoltaïser le parking. L'éclairage a été changé, il est dimmable, automatisé et moins consommateur ; une diminution de 15 MWh annuels a été constatée dans un atelier construit en 1987.

## Direction
Lors du rachat de l'usine par Toyota Boshoku, le président de l'usine est Atsushi Toyoshima, il est suivi par Jean-Luc Hennebicq. Shinji Tonogai est ensuite président de l'usine, il est remplacé le 1er mai 2018 par Michel Becker, remplacé le 20 décembre 2021 par Masahiro Fukamoto. Depuis le 1er avril 2022, Junichi Hishida occupe le poste.

## Données financières
L'année fiscale japonaise débute le 1er avril et prend fin le 31 mars.
Évolution du chiffre d'affaires 

122 243 374 € (2016)
123 599 389 € (2017)
126 967 975 € (2018)
139 024 890 € (2019)
117 172 459 € (2020)
131 972 074 € (2021)
149 248 861 € (2022)
203 412 178 € (2023)
199 000 000 € (2024)
Évolution du résultat net 

1 527 502 € (2016)
1 606 372 € (2017)
1 093 744 € (2018)
2 139 812 € (2019)
−2 908 888 € (2020)
−5 380 340 € (2021)
2 300 282 € (2022)
4 421 649 € (2023)